# Jakub I Cypryjski
Jakub I Cypryjski, Jakub I de Poitiers-Lusignan (1334 – 9 września 1398) – król Cypru w latach 1382–1398. Był czwartym synem króla Hugona IV (trzecim z drugiego małżeństwa), a królem został po śmierci swojego bratanka – Piotra II.
Po śmierci Hugona IV jego najstarszy syn – Gwidon, książę Galilei już nie żył, więc tron objął jego kolejny syn – Piotr I, który rządził przez 10 lat – aż został zamordowany. Wdowa po Piotrze I – Eleonora Aragońska z Gandii, aby pomścić śmierć męża poprosiła Genueńczyków, by napadli na Cypr. Atak ten nastąpił w kwietniu 1373. Genueńczycy podbili Famagustę, aresztowali Piotra II razem z jego matką i zamordowali rycerzy, którzy wcześniej zamordowali Piotra I. Jakub walczył z najeźdźcami w Kyrenii, ale musiał opuścić wyspę w 1374. Zamieszkał na Rodos, gdzie został aresztowany razem z żoną przez Genueńczyków i zabrany do Genui.
Po bezpotomnej śmierci Piotra II w 1382, cypryjski parlament zadecydował o przyznaniu korony Jakubowi. Ten musiał podpisać traktat pokojowy z Genueńczykami, którzy w końcu uwolnili go z niewoli w 1383. Jakub wrócił na Cypr, ale nie został tam zaakceptowany, opuścił więc wyspę. Wrócił ponownie w kwietniu 1385 i wtedy został przywitany bardzo entuzjastycznie. Został koronowany na króla Cypru w maju 1385 w Nikozji, w katedrze Mądrości Bożej, w 1389 został koronowany na króla Jerozolimy i w 1396 (po śmierci króla Leona VI w 1393) – na króla Małej Armenii.

## Małżeństwo i potomstwo
Jakub poślubił w 1372 swoją rodaczkę Helvis Brunswick-Grubenhagen (córkę Filipa Brunszwickiego, konstabla Jerozolimy, oraz Helizji de Dampierre). Z tej okazji Jakub sam został konstablem Cypru. Para miała 12 dzieci:
- Janusa, króla Cypru (1375–1432),
- Filipa (zm. ok. 1430), konstabla Cypru,
- Henryka (zm. 1426), tytularnego księcia Galilei,
- Odona (zm. 1421), seneszala Jerozolimy,
- Hugona (zm. 1442), regenta Cypru i kardynała arcybiskupa Nikozji,
- Gwidona, konstabla Cypru,
- córkę o nieznanym imieniu (zm. 1374),
- Jacka (zm. ok. 1397),
- Eschiwę (zm. po 1406),
- Marię de Lusignan (1381–1404), od 1403 żonę Władysława Neapolitańskiego,
- Agnieszkę (ok. 1382–1459), przełożoną w zakonie w Wunsdorf,
- Izabelę, żonę Piotra, tytularnego hrabiego Trypolisu.